# Orgilus pulcher
Orgilus pulcher är en stekelart som först beskrevs av Szepligeti 1905.  Orgilus pulcher ingår i släktet Orgilus och familjen bracksteklar. Inga underarter finns listade i Catalogue of Life.